# سایتاما آرنا
 سایتاما سوپر آرنا  (به انگلیسی: Saitama Super Arena) سالن چند منظوره در ژاپن است.
در این سالن مسابقات بسکتبال، والیبال، تنیس، هاکی روی یخ، ژیمناستیک، بوکس، هنرهای رزمی و کشتی برگزار می شود.